# Tamgaly
Los Petroglifos del paisaje arqueológico de Tamgaly, se localiza en el provincia de Almaty, a 170 km al nordeste de Almaty, en Kazajistán. La mayor parte de los petroglifos están en el cañón principal, pero hay también algunos en los cañones secundarios. En su mayoría son de la Edad del Bronce, pero existen algunos de época medievales o más recientes, incluso.
El nombre Tamgaly significa lugar pintado o marcado. Fue declarado como Patrimonio de la Humanidad por la Unesco en el año 2004. Abarcando una zona protegida de 900 ha y una zona de respeto de 2900 ha.